# Ta' Kerċem
Ta' Kerċem, connue aussi comme Kerċem, est une ville de Malte située sur l'île de Gozo.

## Histoire
Les découvertes archéologiques montrent que la zone importante de Ta' Kerċem était habitée dès la phase Għar Dalam (5000-4500 av. J.-C.). Les thermes romains et un cimetière paléochrétien de Għar Gerduf, appelés catacombes romaines par l'historien gozitan Giovanni Pietro Francesco Agius de Soldanis, sont également des découvertes importantes. Cependant, à ce jour, ces sites historiques ne sont pas accessibles au public.
Ta' Kerċem est devenue une communauté villageoise à la fin du Moyen Âge, autour d'une ancienne chapelle dédiée au pape Grégoire le Grand construite vers 1581. Le site a acquis une importance historique grâce à la procession traditionnelle annuelle de Saint-Grégoire depuis l'église Matrix de Rabat (Victoria) à cette chapelle médiévale, lors de la fête du saint, soit le 12 mars. La chapelle fut cependant remplacée par l'église paroissiale actuelle en 1851, qui à son tour fut agrandie plus tard pour atteindre son état actuel entre 1906 et 1910. Ta' Kerċem devint une paroisse distincte le 10 mars 1885 par l'évêque Pietru Pace. L'église paroissiale de Ta' Kerċem est la seule église gozitaine dédiée conjointement à deux saints. Comme mentionné précédemment, elle était traditionnellement dédiée au pape Grégoire, mais, depuis le 17 août 1885, l'église était en outre co-dédiée à Notre-Dame du Perpétuel Secours. Le village célèbre la fête estivale de Notre-Dame du Perpétuel Secours chaque deuxième semaine de juin.

## Géographie
| Għarb       | Għasri           | Ir-Rabat (Victoria) |
| San Lawrenz | Ta' Kerċem       | Fontana             |
|             | Mer Méditerranée | Munxar              |

### Transport
Le village de Kercem est desservi par la ligne de bus 313 en partance de Victoria (Rabat) une fois par heure, de 5h à 23h. Le billet de bus lui coûte 2€ en été et 1,50€ le reste de l’année, pour une durée d’usage limitée à 1h. Le village peut également être desservi par les nombreuses applications de taxi.

### Personnes notables
- Virginia De Brincat, baptisée à Kerċem en 1862. Elle a cofondé les Sœurs Franciscaines du Cœur de Jésus et était connu sous le nom de Mère Margerita.

### Sport
La ville possède un club de football, Kerċem Ajax FC.

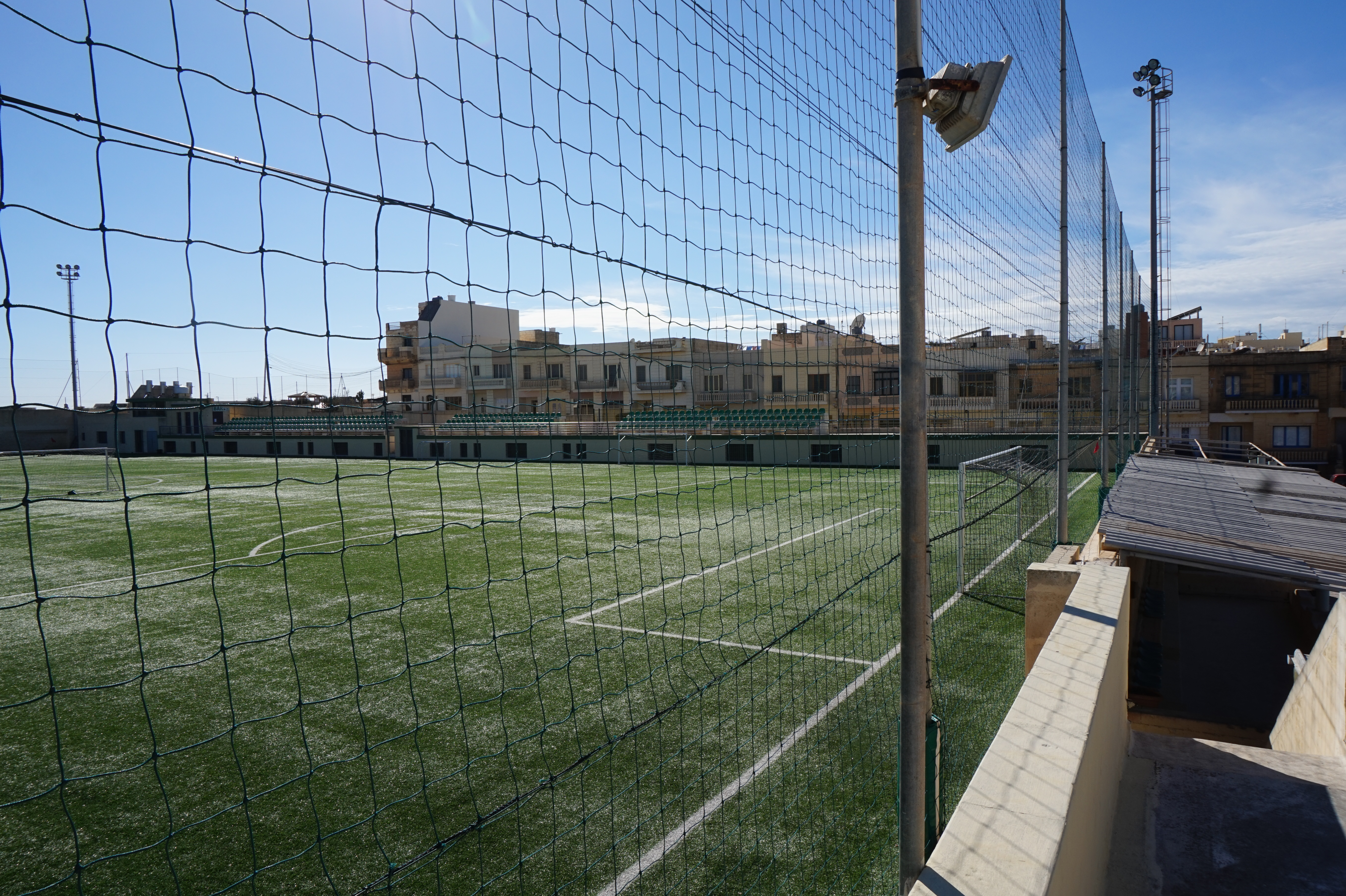
Stade Kerċem Ajax (il-Grawnd ta' Kerċem)

## Jumelages
La ville de Ta' Kerċem est jumelée avec :
- Orvieto (Italie)